# Johann Abraham Peter Schulz

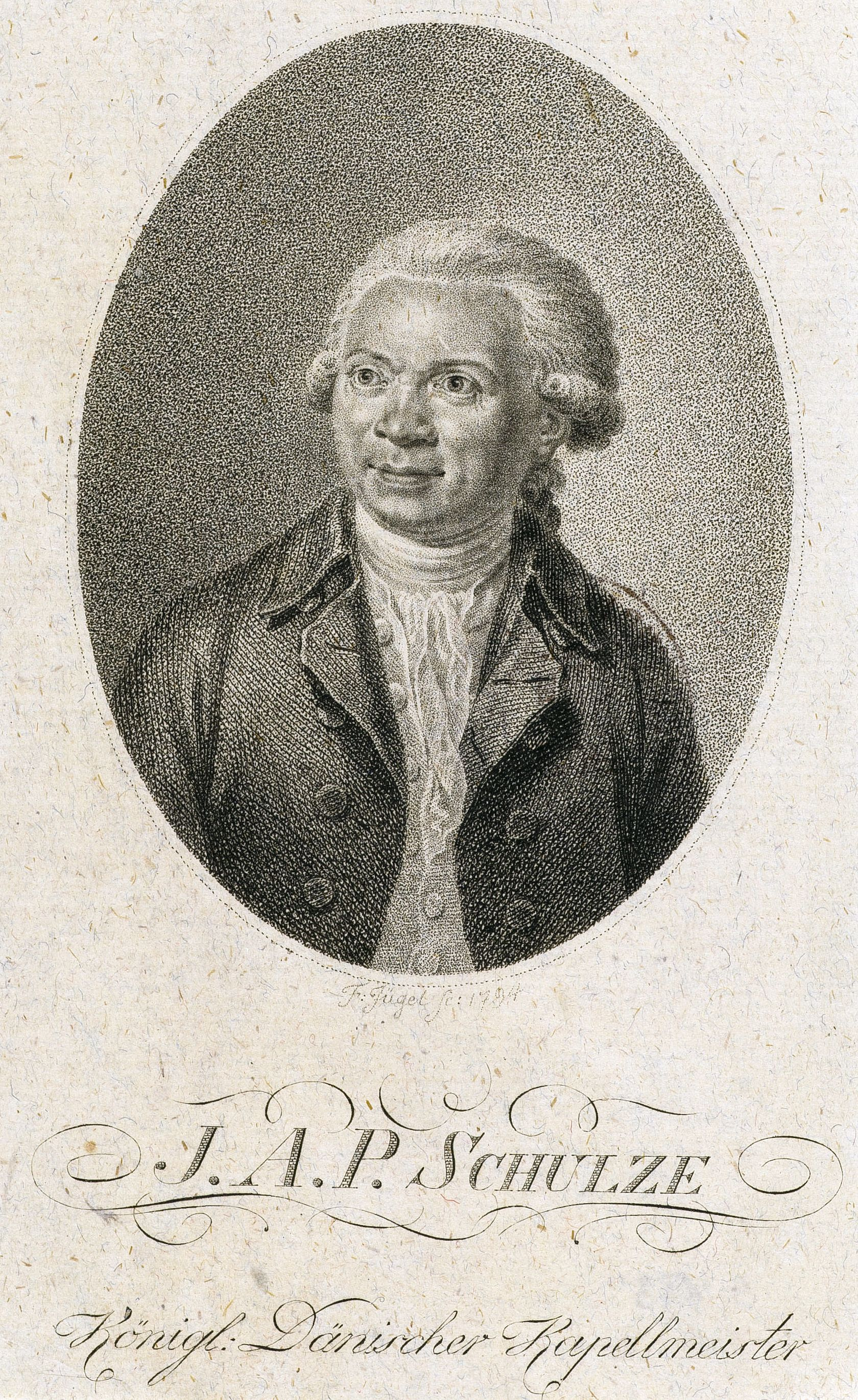
Johann Abraham Peter Schulz, Kupferstich von Friedrich Jügel (1794)

Johann Abraham Peter Schulz (* 31. März 1747 in Lüneburg; † 10. Juni 1800 in Schwedt) war ein deutscher Musiker und Komponist. Heute erinnert man sich seiner insbesondere als Komponist der Melodie zu Matthias Claudius’ Gedicht „Abendlied“ („Der Mond ist aufgegangen“) sowie des Weihnachtsliedes „Ihr Kinderlein, kommet“. („Alle Jahre wieder“ ist, wenn auch bisweilen so zu lesen, nicht von Schulz komponiert, sondern von Friedrich Silcher.) Ganz gewiss aber stammt von Johann Abraham Peter Schulz die Vertonung von Matthias Claudius Text Serenata im Walde zu singen: „Wenn hier nur kahler Boden wär, wo itzt die Bäume stehn, das wäre doch bei meiner Ehr’, Ihr Herrn nicht halb so schön.“ Ein weiteres Kirchenlied, durch das Schulz heute noch bekannt ist, ist „Wir pflügen und wir streuen“.

## Leben
Schulz besuchte von 1757 bis 1759 die Michaelisschule und danach von 1759 bis 1764 das Johanneum in Lüneburg. 1765 wurde er Schüler des Berliner Komponisten Johann Philipp Kirnberger. Ab 1768 Musiklehrer und Begleiter der Wojewodin von Smolensk, mit ihren Reisen nach Frankreich, Italien, Österreich und Polen. Ab 1773 Musikpädagoge in Berlin. Von 1776 bis 1778 war er Dirigent des französischen Theaters in Berlin. 1780 wurde er Kapellmeister des Prinzen Heinrich in Rheinsberg. Von 1787 bis 1795 war er königlich-dänischer Hofkapellmeister in Kopenhagen. Neben seiner Dirigenten- und Komponistentätigkeit für die Königliche Kapelle Kopenhagen unterrichtete er dort Christoph Ernst Friedrich Weyse (1774–1842), der vielen als Vater der dänischen Musik gilt, und förderte Friedrich Ludwig Æmilius Kunzen. Danach kehrte er nach Berlin zurück.
In den 1790er Jahren litt Schulz an fortschreitender Tuberkulose. In der Hoffnung auf Linderung plante er eine Seereise nach Portugal, die nach einem Schiffbruch im norwegischen Arendal endete. Wieder in Deutschland wohnte er in Lüneburg (1796), Berlin, Rheinsberg (1797), Stettin (1798/1799) und Schwedt (1799/1800).
Am 10. Juni 1800 erlag Johann Abraham Peter Schulz der Schwindsucht und wurde auf dem Großen Kirchhof, dem heutigen Schwedter Stadtpark beerdigt.
Schulz schuf Opern, Bühnenmusik, Oratorien, Kantaten, daneben auch Klavierstücke, zahlreiche volkstümliche Lieder und 1 Operette. Als Musiktheoretiker arbeitete er an Johann Philipp Kirnbergers Die Kunst des reinen Satzes in der Musik mit und verfasste bedeutende Beiträge zu Johann Georg Sulzers (1720–1779) „Allgemeine Theorie der schönen Künste“ in vier Bänden (Lemmata „Modulation“ bis „Zweystimmig“).
Schulz heiratete zweimal, zuerst 1781 Wilhelmine Friederike Caroline Flügel († 1784) aus Berlin; mit ihr hatte er eine Tochter und einen Sohn, die beide im ersten Lebensjahr starben. 1786 heiratete er Carolines Schwester Charlotte Flügel († 1797). Von ihr wurde der Sohn Carl Eduard geboren, der mit drei Jahren starb, sowie 1794 die Tochter Wilhelmine Charlotte (genannt Minchen), die während seiner letzten Jahre in Schwedt beim Vater lebte. Sie heiratete später den Glasfabrikanten Ludwig Heinrich Betzien und starb 1861 in Berlin.
Schulz unterhielt zahlreiche Freundschaften mit Literaten und Musikern seiner Zeit, darunter Johann Heinrich Voß, Matthias Claudius, Friederike Brun und Johann Friedrich Reichardt. Er war ein Verehrer Carl Philipp Emanuel Bachs und Friedrich Schillers.
In Schwedt ist die städtische Musik- und Kunstschule nach Johann Abraham Peter Schulz benannt. Das Glockenspiel des Lüneburger Rathauses spielt seit 1956 täglich Melodien des Komponisten und vor der Ratsbücherei steht eine Büste des Komponisten.

## Selbstzeugnis
„In allen diesen Liedern ist und bleibt mein Bestreben, mehr volksmäßig als kunstmäßig zu singen, nämlich so, daß auch ungeübte Liebhaber des Gesanges, sobald es ihnen nicht ganz und gar an Stimme fehlt, solche leicht nachsingen und auswendig behalten können. Zu dem Ende habe ich nur solche Texte aus unseren Liederdichtern gewählt, die mir zu diesem Volksgesange gemacht zu sein schienen, und mich in den Melodien selbst der höchsten Simplicität und Faßlichkeit beflissen, ja auf alle Weise den Schein des Bekannten darein zu bringen gesucht, weil ich es aus Erfahrung weiß, wie sehr dieser Schein dem Volksliede zu seiner schnellen Empfehlung dienlich, ja nothwendig ist. In diesem Schein des Bekannten liegt das ganze Geheimniß des Volkstons … Denn nur durch eine frappante Aehnlichkeit des musikalischen mit dem poetischen Ton des Liedes, durch eine Melodie, deren Fortschreitung sich nie über den Gang des Textes erhebt, noch unter ihn sinkt, die wie ein Kleid dem Körper, sich der Declamation und dem Metro der Worte anschmiegt, die außerdem in sehr sangbaren Intervallen, in einem, allen Stimmen angemessenen Umfang und in den allerleichtesten Modulationen fortfließt und endlich durch die höchste Vollkommenheit der Verhältnisse aller ihrer Theile, wodurch eigentlich der Melodie diejenige Rundung gegeben wird, die jedem Kunstwerk aus dem Gebiete des Kleinen so unentbehrlich ist, erhält das Lied den Schein, von welchem hier die Rede ist, den Schein des Ungesuchten, des Kunstlosen, des Bekannten, mit einem Wort, des Volkstons, wodurch es sich dem Ohr so schnell und unaufhörlich zurückkehrend einprägt. Und das ist doch der Endzweck des Liedercomponisten, wenn er seinem einzig rechtmäßigen Vorsatz, bei dieser Compositionsgattung, gute Liedertexte allgemein bekannt zu machen, getreu bleiben will.“

## Werke (Auswahl)

### Klavierwerke
- Sechs Klavierstücke op. 1, 1778. Six diverses pièces pour le clavecin ou le piano forte, 1778 gedruckt bei Johann Julius Hummel in Berlin RISM ID: 990058819 (Digitalisat beim Münchener Digitalisierungszentrum) I Prelude II Andante sostenuto III Allegro maestoso IV Andante V Allegretto VI Larghetto con variazioni
- Sonate op. 2, 1778. Sonata per il Clavicembalo Solo, composta e dedicata alla Stimatissima Signora Arrighetta Willmann, 1779 gedruckt bei Johann Julius Hummel in Berlin RISM ID: 990058820 (Digitalisat der Universitäts- und Landesbibliothek Bonn) I Allegro II Adagio III Vivace

### Lieder
- Gesänge am Clavier, bei George Jacob Decker, Berlin, 1779 RISM ID: 990058793
- Lieder im Volkston bei dem Klavier zu singen, 1782.
- Lieder im Volkston bei dem Claviere zu singen (2. verb. Aufl.), i 1785, ii 1785, iii 1790. OCLC 497790471
  - Faksimile der Ausgabe 1790: Lieder im Volkston: bey dem Claviere zu singen; drei Teile in einem Band. In: Dokumentation zur Geschichte des deutschen Liedes 12. 2005, ISBN 3-487-12958-2.

Neuausgaben:
- Lieder im Volkston. Hrsg. von Regina Oehlmann und Arndt Schnoor. Lübeck: Bibliothek der Hansestadt Lübeck und Junge Oper Lübeck; Eutin: Johann-Heinrich-Voß-Gesellschaft 2005. (Schriften der Stadtbibliothek Lübeck, 3. Reihe, Band 49)
- Lieder im Volkston. Herausgegeben von Walther Dürr und Stefanie Steiner, Tübingen, unter Mitarbeit von Michael Kohlhäufl, Regensburg. München: Henle, 2006 (Das Erbe deutscher Musik 105).

### Opern und Singspiele (unter anderem)
- La Fee Urgele, 1780/81.
- Barbier von Sevilla, 1786.
- Aline, Reine de Golconde, 1787.
- Höst-gildet (Das Erntefest), 1790.
- Indtoget (Der Einzug), 1793.
- Peters Bryllup (Peters Hochzeit), 1793. Libretto Thomas Thaarup (1749–1821)

### Schauspielmusiken
- Chöre und Gesänge zur Athalia von Racine, C. F. Cramer, Kiel, 1786 RISM ID: 990058787 (Digitalisat der Staats- und Universitätsbibliothek Hamburg)

### Kirchenmusikalische Werke
- Maria og Johannes (Maria und Johannes), ein Passionsoratorium, S. Sönnichsen, Kopenhagen, 1789. RISM ID: 140770, (archive.org Digitalisat aus dem Jahr 1786, urn:nbn:de:gbv:48-1-2333854 Digitalisat einer Partitur-Handschrift, geschrieben vermutlich von Johann Wilhelm Cornelius von Königslöw, Stadtbibliothek Lübeck).
- Christi Tod. 1792.
- Frelseren’s sidste Stund (Des Erlösers letzte Stunde), 1794.
- 4 Hymnen, 1791 bis 1794.
  - Gud Jehovah, vi prise Dig, Text: Thomas Thaarup, Kopenhagen RISM ID: 990058807 (Digitalisat bei Det Kongelike Bibliothek)
  - Preis sei Dir, Sønnichsen, Kopenhagen, 1793 RISM ID: 990058809
  - Vor dir o Ewiger tritt unser Chor zusammen, Hymne, veröffentlicht in Die heilige Cäcilie, Sandersche Buchhandlung, Berlin RISM ID: 1001083536
- Religiöse Oden und Lieder